# Brandon Oakes
Brandon A. Oakes (23 de novembre de 1971) és un actor, artista i ballarí d'Akwesasne. És membre de la Nació Mohawk d'Akwesasne.
És conegut pel seu paper a la pel·lícula Through Black Spruce, per la qual va ser nominat com a millor actor als 7th Canadian Screen Awards del 2019. També ha aparegut a les pel·lícules Rhymes for Young Ghouls, The Saver, Blood Quantum, Togo i Akilla's Escape, les sèries de televisió Arctic Air, Saving Hope, Cardinal, Bad Blood, Diggstown, Anne with an E i Unsettled, així com la sèrie web Decoys.